# Makyō (bouddhisme)
Makyō (魔境) est dans le bouddhisme japonais le royaume des démons. C'est également les hallucinations ou états modifiés de conscience éventuels qui apparaissent lors des méditations dans le zenou plus généralement dans le vécu d'un individu.